# گمینا کوبلا گورا
گمینا کوبلا گورا (به لهستانی:  Gmina Kobyla Góra) یک گمینا در لهستان است که در شهرستان اوستژشوف واقع شده‌است. گمینا کوبلا گورا ۱۲۸٫۹۵ کیلومتر مربع مساحت و ۵٬۷۷۹ نفر جمعیت دارد.